# Allan Simonsen
Allan Rodenkam Simonsen, född 15 december 1952, är en dansk före detta fotbollsspelare, anfallare.
Allan Simonsen gjorde under 1970-talet stor succé i Borussia Mönchengladbach. Den lille kvicke anfallaren medverkade till att Borussia vann bland annat tyska ligan och Uefa-cupen samt nådde final i Europacupen för mästarlag 1977. År 1977 blev han den ende nordiska spelaren som vunnit Ballon d'Or vilket då var priset för Årets spelare i Europa.

## Meriter

### I klubblag
Vejle BK
- Danska ligan (3): 1971, 1972, 1984
- Danska cupen: 1972

 Borussia Mönchengladbach
- Bundesliga (3): 1974/75, 1975/76, 1976/77
- DFB-Pokal (Västtyska cupen): 1972/73
- Uefacupen (2): 1974/75, 1978/79

 FC Barcelona
- Spanska cupen: 1980/81
- Europeiska Cupvinnarcupen: 1981/82

### I landslag
Danmark
- Spel i fotbollsturneringen vid OS 1972
- Spel i EM 1984 (semifinal), VM 1986 (åttondelsfinal)
- 55 landskamper, 20 mål

### Individuellt
- Ballon d'Or: 1977 (3:a 1983)
- IOK:s Säsongens spelare i Europa: 1976/77
- Skyttekung i Europacupen: 1977/78
- Skyttekung i Uefacupen: 1978/79
- Invald i Dansk fotbolls Hall of Fame

### Webbkällor
- Dansk landslagsprofil
- Vejle Boldklub profil (danska)
- Officiell spansk karriärprofil (spanska)